# Adrenalinum
Adrenalinum je šestnácté studiové album skupiny Arakain, které oficiálně vyšlo 28. února 2014, tři roky po vydání předchozího alba Homo Sapiens..?. V ten den kapela rozeslala CD nosiče lidem, kteří si album předem objednali, do prodeje se však dostalo až sedmého března. Obsahuje 13 skladeb, na kterých se skladatelsky podíleli Jan Toužimský, Miroslav Mach a Jiří Urban. Bezprostředně po vydání alba vyrazila kapela Arakain společně se skupinou Dymytry na turné po Česku, které trvalo až do května 2014. V průběhu turné se kapely podívaly také do slovenského Trenčína, kde vystoupili devětadvacátého března. Podle článků v magazínech Spark a iReport od hudebních kritiků Václava Tesaře, resp. Petra Adámka, se na novém albu Arakain „drží svého klasického a prověřeného schématu metalových skladeb s prvky thrashových riffů“. Ještě před oficiálním vydáním alba kapela nabídla zdarma k poslechu tři jeho skladby „Adrenalin“, „Svatý grál“ a „Malá a ztracená“. Na albu se objevuje rovněž dle slangu kritiků „cajdák“, rocková balada „Vesmírný koráb“. Textařsky se na albu podíleli také Jitka Plachá a Michail Fabien, deska byla mixována ve studiu ŠOPA a jako zvukaře si kapela najala Stanislava Valáška.

## Seznam skladeb

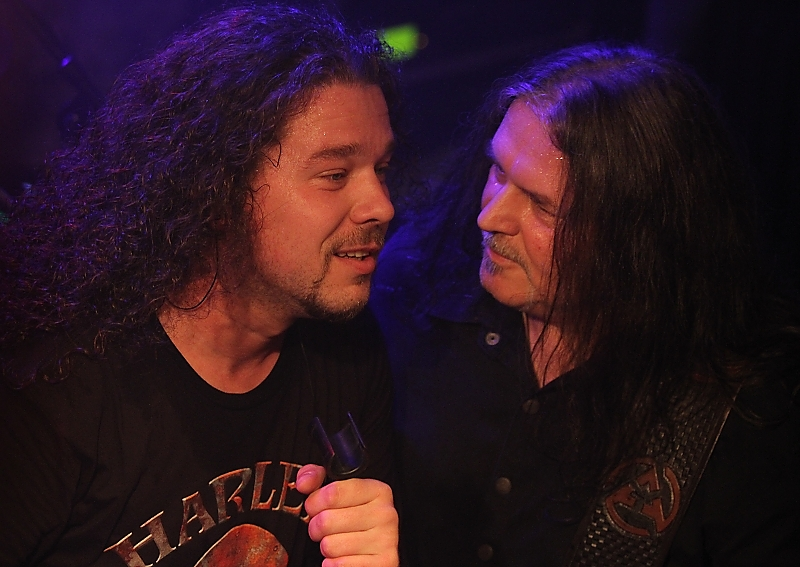
Jan Toužimský a Jiří Urban, členové kapely Arakain v listopadu 2013

| Seznam skladeb alba Adrenalinum | Seznam skladeb alba Adrenalinum | Seznam skladeb alba Adrenalinum |
| Pořadí                          | Název                           | Délka                           |
| ------------------------------- | ------------------------------- | ------------------------------- |
| 1.                              | Adrenalin                       | 4:21                            |
| 2.                              | Malej vrah                      | 3:57                            |
| 3.                              | Černobílý svět                  | 5:06                            |
| 4.                              | Rozsudek                        | 4:23                            |
| 5.                              | Nic neříkám                     | 4:05                            |
| 6.                              | Malá a ztracená                 | 3:33                            |
| 7.                              | Leporelo                        | 3:53                            |
| 8.                              | 101. v řadě                     | 3:50                            |
| 9.                              | Vesmírný koráb                  | 5:17                            |
| 10.                             | Další nic, co slýchávám         | 3:56                            |
| 11.                             | Tisíckrát                       | 3:44                            |
| 12.                             | Temná zákoutí                   | 4:58                            |
| 13.                             | Svatý grál                      | 5:40                            |
| Celková délka:                  | Celková délka:                  | 56:43                           |